# Hoplostethus shubnikovi
Hoplostethus shubnikovi är en fiskart som beskrevs av Kotlyar, 1980. Hoplostethus shubnikovi ingår i släktet Hoplostethus och familjen Trachichthyidae. Inga underarter finns listade i Catalogue of Life.